# Mirja Airas
Mirja Inari Airas (Raipala), född 26 december 1945 i Helsingfors, är en finländsk målare och tecknare. 
Airas studerade 1965–1969 vid Konstindustriella läroverket och 1969–1971 i Pentti Kaskipuros skola. Hon deltog i grupputställningar från 1970 och höll sin första separatutställning 1974. Hon medverkade i Skördemännens Record Singers-utställningar, bland annat i Moderna museet i Stockholm 1977. Hon är som tecknare känd för sina små nyansrika, meditativa kolteckningar av organiska föremål. I sina akvareller framstår hon som en känslig kolorist och ljusmålare i till exempel Ellen Thesleffs anda. Hon medverkade från 1974 i gruppen Record Singers tillsammans med Outi Heiskanen, Hannu Väisänen och Pekka Nevalainen.